# Sarah Jones (hockey sur gazon)
Pour les articles homonymes, voir Sarah Jones et Jones.
Sarah Louise Jones née le 25 juin 1990 à Cardiff au Pays de Galles est une joueuse internationale galloise de hockey sur gazon qui joue comme milieu de terrain ou attaquant pour le Pays de Galles et la Grande-Bretagne,.
Elle joue au hockey de club dans la Premier Division pour le Holcombe.
Jones a également joué pour le Reading et le Cardiff Athletic Hockey Club.
Elle a représenté l'Pays de Galles aux Jeux du Commonwealth de 2014 et aux Jeux du Commonwealth de 2018.
Jones a fait ses débuts internationaux pour l'Grande-Bretagne le 17 novembre 2018 contre la Chine. Elle est ouvertement lesbienne et a participé aux Jeux olympiques d'été de 2020 avec sa partenaire Leah Wilkinson.